# Amalia Guerra
Amalia Guerra (Tlalpujahua de Rayón, Michoacán, 25 de septiembre de 1916 - Guadalajara, Jalisco, 7 de julio de 2014) fue una escritora mexicana, periodista cultural y ganadora del Premio Jalisco de Letras 2001.
Fue colaboradora, fundadora e integrante del Consejo Editorial de la revista literaria Summa.

## Biografía
Escritora autodidacta que estudió hasta segundo año de primaria, radicó en Guadalajara durante 50 años.
Asistió a talleres de literatura y se relacionó con la élite de la cultura jalisciense, entre sus amigos se encontraban Juan José Arreola y Elías Nandino.
Era una mujer refinada, culta y amante de la literatura aunque nunca la estudió de forma académica. Esto le ocasionaba grandes inseguridades aunque siempre fue una gran conversadora.
Amalia Guerra es parte de una generación de escritoras contemporáneas que se enfrentaron a una época en donde la literatura era para hombres, se hablaba de Juan Rulfo, Agustín Yáñez;  mientras que mujeres como Rebeca Uribe, Refugio Barragán de Toscano, Olivia Zúñiga, Guadalupe Marín y Antonia Vallejo, no eran tan reconocidas.
Las personas que la recuerdan coinciden en que era una mujer de carácter fuerte  creativa, además de escribir le gustaban otras áreas de la expresión como el diseño de joyería, la decoración de interiores, el dibujo, la pintura y el canto.
Formó parte del Ateneo Summa un grupo cerrado de amantes de las bellas artes.
De 1963 a 1968 vivió en Ciudad de México en donde participó en el Taller de Juan José Arreola.
Regresó en 1968 a Guadalajara y se inscribió al taller de Elías Nandino en la Casa de la Cultura, cuando ella tenía 60 años y sus compañeros eran más jóvenes.
Colaboró en algunos diarios y revistas entre las que se encuentran dos periódicos en Tampico El Mundo y el Sol, así como en las revistas Rehilete
A partir de 1980 perteneció al Consejo Editorial de la Revista Summa.

## Obra
Amalia Guerra escribió poco pero es considerada una escritora clásica para la Literatura de Jalisco, en el género de cuento.
Sus cuentos hablan de muchos temas de los que no se escribía en su época. La prostitución, las familias rotas por las mentiras del padre y la identidad son algunos de los temas que abordan sus cuentos y usa la fantasía para explicarse el amor, la maternidad, el deseo.
El Vuelo (1974), La Fiesta (1985), Las Ataduras (1993), Retorno al Eco (1998), y A Pesar de la Niebla (1999)
Su último libro fue publicado en 1999 y en el 2000, a los 84 años, dejó de escribir, tras una crisis de salud.

## Vida personal
Se casó en 1939 con Gonzalo Guerra, un trabajador de Casa Madero con el que se fue a vivir a Tampico, Tamaulipas y Ciudad de México, en diferentes temporadas, pero con el que finalmente se asentó en Guadalajara a finales de 1969.
Tuvo tres hijos Catalina, Gonzalo y Toni Guerra, pintora tapatía,quien se encarga de su legado.